# Waltersdorf (Schönefeld)

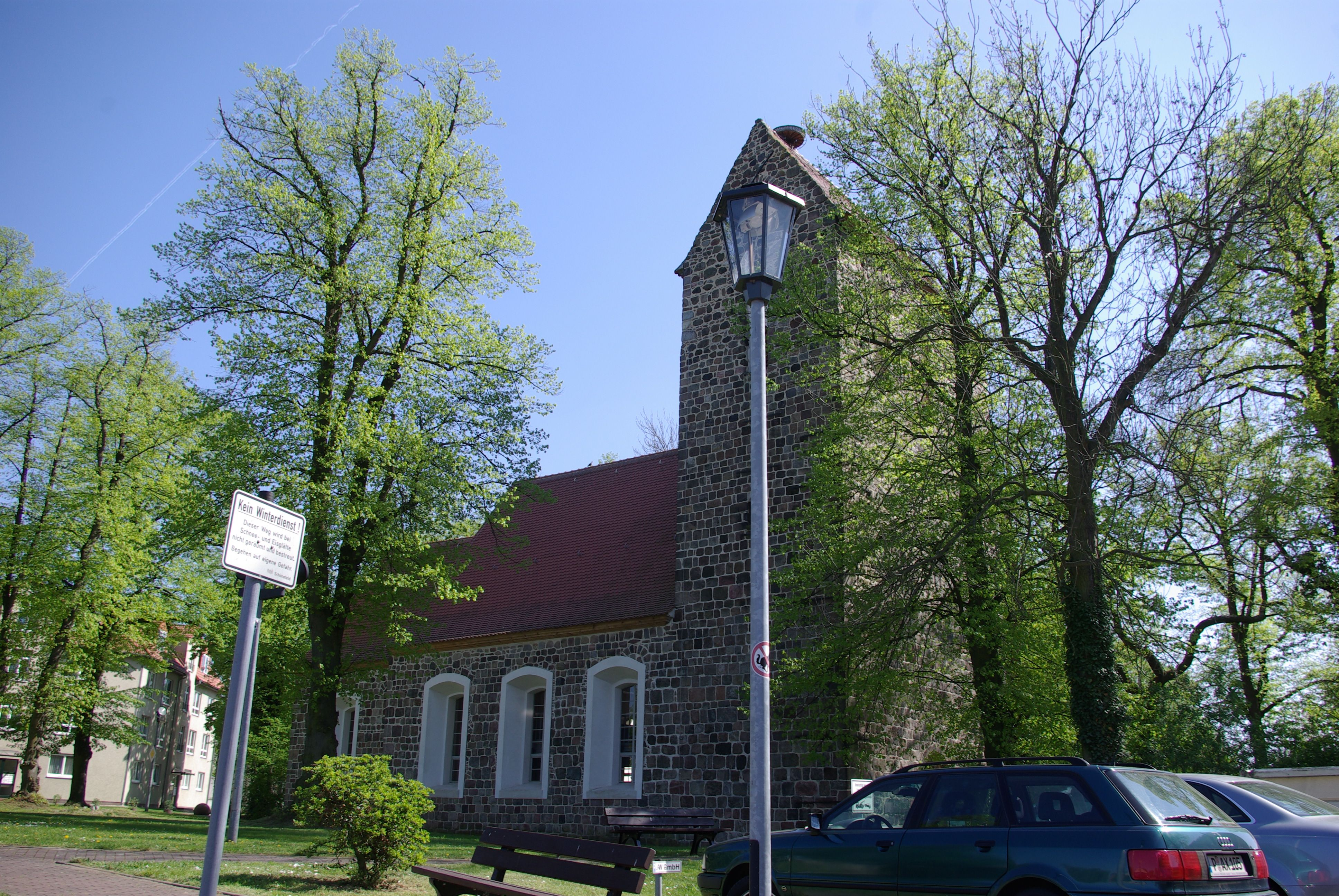
Kirche

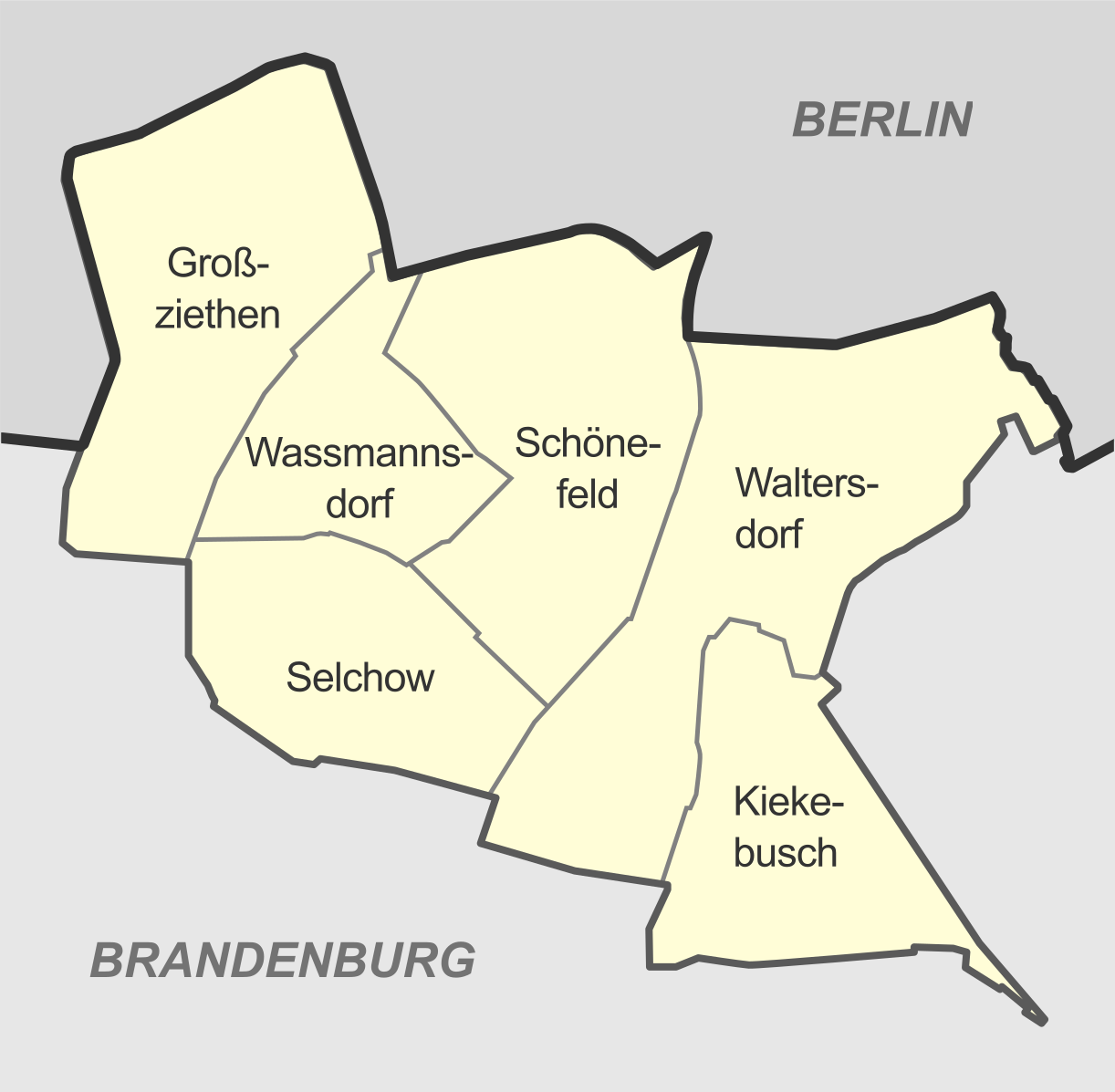
Ortsteile der Gemeinde Schönefeld, darunter Waltersdorf

Waltersdorf ist ein Ortsteil der Gemeinde Schönefeld in Brandenburg.

## Lage
Der Ort liegt südöstlich von Berlin im Landkreis Dahme-Spreewald. Westlich des Ortszentrums von Waltersdorf liegt das auch noch zur Gemarkung und ehemaligen Gemeinde gehörige Kienberg, nördlich liegt Berlin, südlich liegt Königs Wusterhausen und östlich liegt die Gemeinde Schulzendorf. Waltersdorf umfasst auch die bewohnten Gemeindeteile Rotberg, Siedlung Hubertus, Siedlung Waltersdorf, Tollkrug und Vorwerk. Rotberg ist gleichzeitig eine eigene Gemarkung (6.941.241 m²), neben der Gemarkung Waltersdorf (13.996.838 m²), da Rotberg ursprünglich eine eigene Gemeinde war, die am 27. September nach Waltersdorf eingemeindet wurde.

## Geschichte

### 12. bis 16. Jahrhundert
Um 1200 wurde der Ort von Bauern vom Niederrhein gegründet und im 13. Jahrhundert erfolgte der Bau der Kirche. Waltersdorf wurde 1352 erstmals als in villa Woterstorp urkundlich erwähnt. Als Wolterstorff, Walterstorff und Walterstorf teutunica erschien das Kreuzangerdorf 1375 im Landbuch Karls IV. Es war zu dieser Zeit 78 Hufen groß, davon standen dem Pfarrer zwei abgabenfreie Pfarrhufen zu. Im Dorf lebten weiterhin der Schulze, 13 Kossäten; es gab einen Krug und bereits eine Mühle. Das Dorf gehörte vor 1375 der Familie von der Liepe. Sie hielt eine Hälfte der Ober- und Untergerichtsbarkeit sowie eine Hälfte des Kirchenpatronats. Ihr standen die Einkünfte aus 40 Hufen „mit allen Rechten“ zu, dazu ein Anteil an der Bede, der Kossätenzins, der Krugzins und der Mühlenzins. Der zweite Anteil der Gerichtsbarkeit kam vor 1374 bis nach 1521 an die von Groeben. Sie erhielten außerdem die Einkünfte aus sieben Hufen, einen Anteil am Krugzins sowie einen Hof mit vier Hufen. Zum weiteren Besitz gehörte die Heide mit den halben Heidehufen, zwei Kossätenhöfe, ein Hof mit zwei Hufen sowie eine freie Schäferei mit drei Hufen. Die Pacht und Zins von vier weiteren Hufen ging um 1375 an die Familie Bertkow zu Altglienicke; danach an die Familie Mußlow (Musolf). Die Nikolaikirche in Berlin war ebenfalls am Dorf beteiligt und bekam um 1375 Pacht und Zinserträge von vier Hufen.
Im Jahr 1450 bestand Waltersdorf aus 73 Hufen, davon zwei für den Pfarrer und eine für die Kirche. Vier Hufen der Familie Krewitz waren wüst und wurden offenbar nicht weiter bewirtschaftet, denn nur ein Jahr später waren bereits sechs Hufen wüst. Im gleichen Jahr vergrößerten die von Liepe ihren Besitz um vier freie Hufen, während die von Groeben im Jahr 1472 Hebungen aus der Mühle erhielten. Diese wurden allerdings 1519, 1520 und 1521 als Rentenzahlung an die von Reiche verpfändet und fielen anschließend vermutlich an die von Liepe oder an die von Thümen. Im Jahr 1472 gab es in Waltersdorf eine freie Schäferei mit drei Hufen. Der Anteil an der Heide sowie die Heidehufen gehörten zum Hof der Familie Hönow aus Berlin. Vier weitere Hufen waren vor 1473 im Besitz der Familie von Britz. Im Jahr 1480 hielten die von Liepe 14 Hufe; 1535 einen Wohnhof. Waltersdorf war insgesamt 73 Hufen groß (davon zwei für den Pfarrer und eine für die Kirche), 14 weitere Hufen lagen wüst, die anderen 42 zahlten Zinsen. Es gab weiterhin eine Mühle, jedoch wurde der Krug nicht mehr erwähnt. Der Groebensche Anteil kam nach 1521 an den Bürger Hönow. Im Jahr 1553 kam der Anteil derer von Liepe an die Familie von Thümen. Sie erhielt die Ober- und Untergerichtsbarkeit, das Patronat, die Wohnhöfe, die Vorwerke, die Schäfereien sowie zwei Windmühlen. Im Jahr 1571 wurde von den Wohnhöfen, Vorwerke und Schäfereien der von Thümen mit zwei Windmühlen berichtet. Der Mußlowsche Anteil kam im 16. Jahrhundert an den Kurfürsten, der ihn von 1539 bis nach 1620 an die Familie Flans zu Altglienicke und Großmachnow weitergab. Er kam vermutlich mit dem Gut Großmachnow in die Herrschaft Königs Wusterhausens.

### 17. Jahrhundert
Vor dem Dreißigjährigen Krieg gab es im Dorf 18 Hufner, fünf Kossäten und bereits eine eigene Schmiede, einen Pachtschäfer, einen Schmied sowie 66 Hufen und sechs Herrschaftshufen. Von ihnen gingen drei Höfe mit neun Hufen ab, die freigekauft wurden. Den Krieg überlebten 1652 der Viceschulze mit einem Sohn, sieben Bauern mit sechs Söhnen und einem Knecht sowie sechs Kossäten mit zwei Söhnen und einem Knecht. Im Jahr 1676 war der von Thümsche Anteil in den wiederverkäuflichen Besitz der von Berne (von Beeren), die ihn jedoch nur bis 1697 hielten. Er fiel, wie auch der Britzkesche Anteil, an den Kurfürsten und wurde von dort im Jahr 1700 an den Grafen Kolbe von Wartenberg weitergegeben.

### 18. Jahrhundert

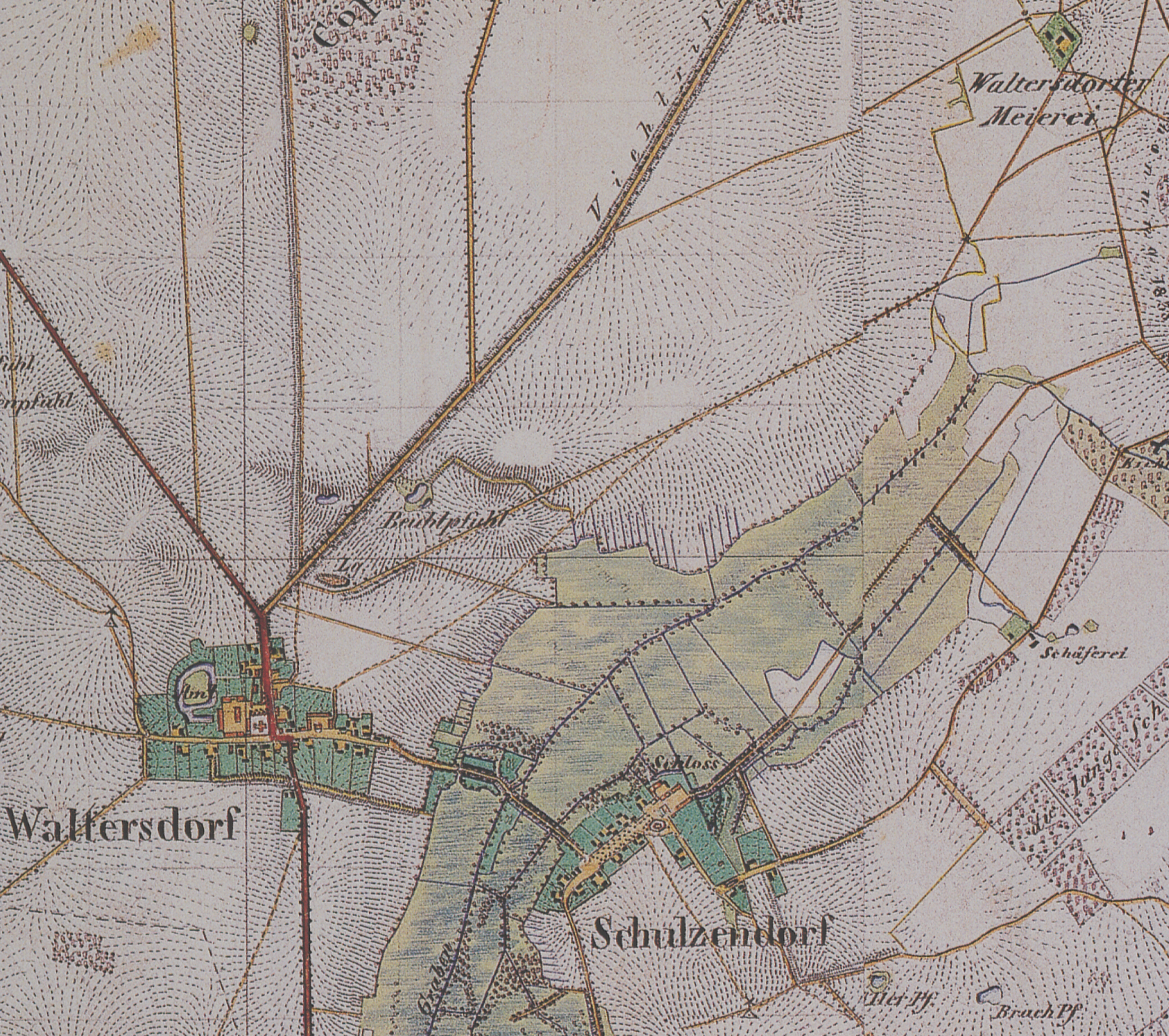
Waltersdorf auf dem Urmesstischblatt von 1839

Der Graf erhielt den Rittersitz mit Brauhaus, Scheunen, Ställen, Gärten sowie 35 Ritterhufen und elf Bauernhufen. Zum Besitz gehörten auch zwei Windmühlen sowie eine Meierei, die in der Waltersdorfer Heide entstanden war – der spätere Wohnplatz Vorwerk. Der Kurfürst übergab weiterhin die Schäfereigerechtigkeit, „alle Untertanen“, einen Weinberg, den Braukrug, die Schmiede sowie das Ober- und Untergericht nebst Kirchenpatronat. Es gab einen großen Lust- und Obstgarten sowie einen Teich. Mittlerweile gab es wieder einen eigenen Krug mit freiem Bierschank, einen Weinberg vor dem Dorf sowie die Fischerei auf der Spree. Im Jahr 1711 gelangte der gräfliche Anteil derer von Wartenberg an das Amt Köpenick und über den Kronprinzen in den Jahren 1736 bis 1872 in die Herrschaft Königs Wusterhausens. Zum Zeitpunkt des Übergangs an das Amt war Waltersdorf 57 Hufen groß. Die zehn Hufner, fünf Kossäten, der Schmied, der Hirte, die drei Paar Hausleute, der Schäfer sowie der große und der kleine Knecht zahlten je acht Groschen pro Hufe an Abgaben. Im Jahr 1743 lebten zehn Bauern und fünf Kossäten im Ort. Es gab eine Windmühle sowie einen Krug. Außerhalb des Dorfes existierte nach wie vor die Meierei, die nun Heidemeierei genannt wurde. 1771 standen in Waltersdorf 16 Häuser (Giebel). Es gab einen Schmied, den Hirten, mittlerweile vier Paar Hausleute, einen Schäfer, den Großknecht, den Mittelknecht und den Kleinknecht sowie eine private Windmühle.

### 19. Jahrhundert

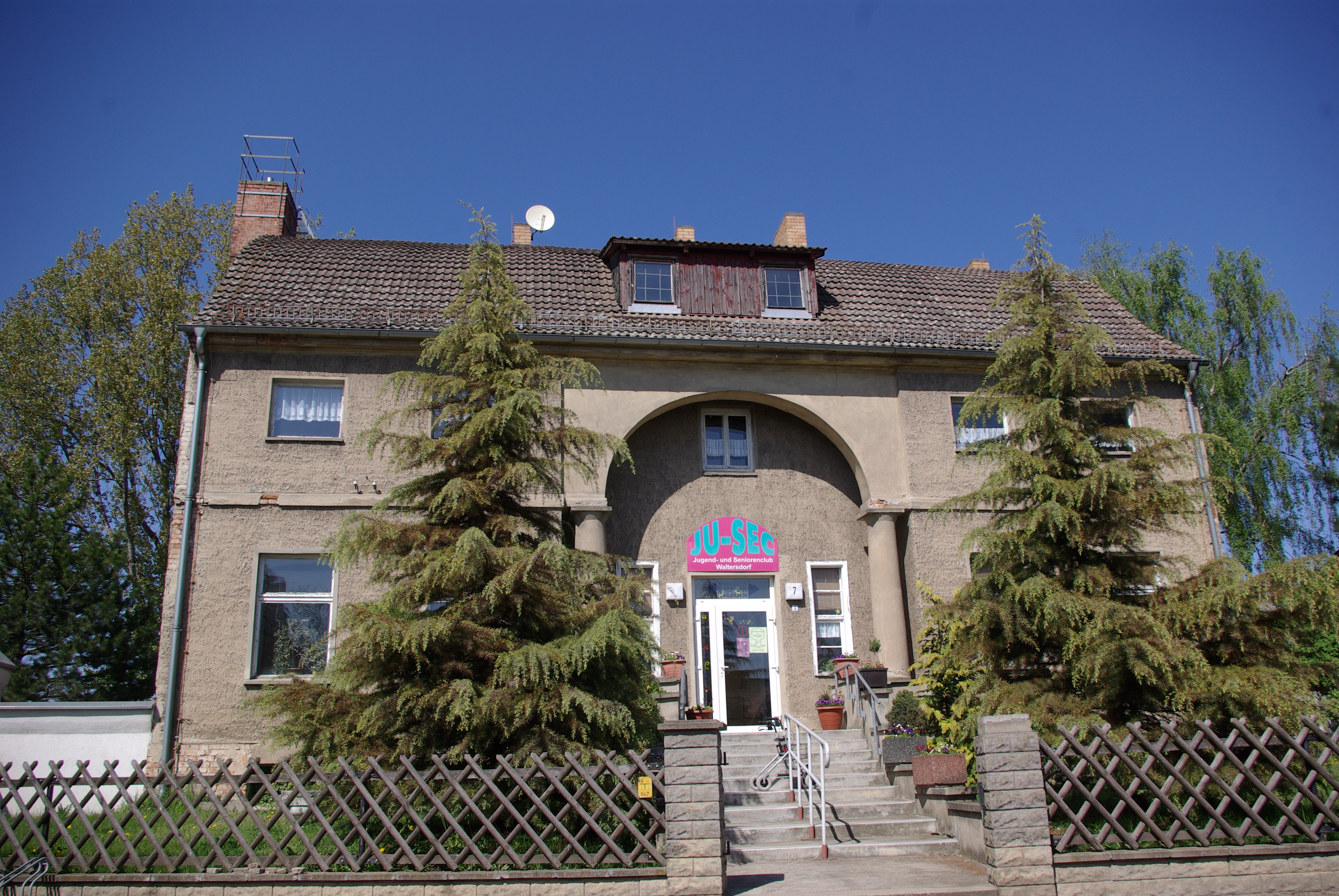
Wohnhaus aus dem 19. Jahrhundert

Waltersdorf bestand im Jahr 1801 aus dem Dorf und einem amtlichen Vorwerk. Dort lebten zehn Ganzbauern, zwei Halbbauern, vier Ganzkossäten und vier Einlieger. Es gab eine Schmiede, einen Krug und eine Windmühle. Die Bewohner betrieben 32 Feuerstellen (=Haushalte). Aus dem Jahr 1840 wurde lediglich von einem Dorf mit Meierei Vorheide und Vorwerk sowie 30 Wohnhäusern berichtet. 1858 bestand Waltersdorf aus dem Dorf mit dem Etablissement Kienberg und dem Vorwerk Heidemeierei. Es gab 13 Hofeigentümer und einen Pächter, die 31 Knechte und Mägde beschäftigten. Hinzu kamen 36 Tagelöhner, fünf nebengewerbliche Landwirte und 32 Arbeiter sowie zwei Bediente. Im Ort gab es 21 Besitzungen: Zwei waren größer als 600 Morgen (zusammen 2470 Morgen) sowie eine 434 Morgen groß. 15 weitere waren zwischen 30 und 300 Morgen groß (zusammen 1530 Morgen), zwei weitere zwischen 5 und 30 Morgen (zusammen 12 Morgen) und eine vier Morgen groß. Im Dorf hatten sich zwischenzeitlich zahlreiche Gewerke niedergelassen. Es gab einen Bäckermeister, einen Fleischermeister, einen Schuhmachermeister, zwei Schneidermeister mit einem Gesellen, einen Stellmachermeister mit einem Lehrling, einen Maurerflickarbeiter, einen Grobschmiedemeister und zwei Gesellen, einen Barbier, zwei Kaufleute, einen Krug sowie zwei Rentiers („Rentner“) und zwei Arme.
In der Gründerzeit im 19. Jahrhundert wurde der Ort vergrößert. Im Jahr 1849 wechselte die Gerichtsbarkeit vom Justizamt Königs Wusterhausen zur Gerichtskommission Königs Wusterhausen und von dort im Jahr 1879 bis 1952 zum Amtsgericht Königs Wusterhausen. Im Jahr 1860 gab es im Dorf drei öffentliche, 27 Wohn- und 16 Wirtschaftsgebäude, darunter die Getreidemühle. Woltersdorf bestand dabei aus dem Dorf (einschließlich Kienberg) mit 2591 Morgen Fläche. Dabei entfielen 2072 Morgen auf Acker, 334 Morgen auf Wiesen, 114 Morgen auf Weide und neun Morgen auf Wald. Weitere elf Morgen waren mit Gehöften bebaut. Die königliche Domäne (einschließlich des Vorwerks) war 1892 Morgen groß, darunter 1600 Morgen Acker, 200 Morgen Wiese, 66 Morgen Weide, 14 Morgen Gartenland und 12 Morgen Gehöfte. Dort befanden sich das Hausfideikommisspolizeiamt und -vorwerk sowie sechs Wohn- und sechs Wirtschaftsgebäude (darunter eine Brennerei).

### 20. und 21. Jahrhundert
Um die Jahrhundertwende war das Dorf im Jahr 1900 insgesamt 695 Hektar groß, die Domäne 453 Hektar. Im Dorf standen 47, in der Domäne fünf Häuser. Im Jahr 1928 wurde der Gutsbezirk Waltersdorf mit der Gemeinde vereinigt. Rund 265 Hektar des Gutsbezirks Königs Wusterhausener Forst wurden dabei eingemeindet. Im Jahr 1932 bestand die Gemeinde mit den Wohnplätzen Kienberg und Vorwerk Waltersdorf; 1941 mit den Wohnplätzen Ausbau Bohnsdorfer Weg und Ansiedlung Heinkelgelände.
Nach dem Zweiten Weltkrieg wurden 511 Hektar enteignet und davon 462 Hektar aufgeteilt. 66 Bauern erhielten bis zu einem Hektar (zusammen 29 Hektar), acht Bauern zwischen einem und fünf Hektar (zusammen 27 Hektar) sowie 34 Bauern zwischen fünf und zehn Hektar (zusammen 225 Hektar). Eine nicht dokumentierte Anzahl an Bauern erhielt über 15 Hektar (zusammen 151 Hektar). Weitere 30 Hektar wurden auf sieben Altbauern verteilt. Im Jahr 1953 gründete sich eine LPG vom Typ I mit zunächst fünf Mitgliedern und 40 Hektar landwirtschaftlicher Nutzfläche. Sie wurde 1957 in eine LPG Typ III umgewandelt und wuchs bis zum Jahr 1960 auf 157 Mitglieder und 716 Hektar Fläche an. 1971 erfolgte der Zusammenschluss mit der LPG Schulzendorf zur LPG Waltersdorf-Schulzendorf, die 1973 nach wie vor bestand. Im Jahr 1970 bestand Waltersdorf als Gemeinde mit den Ortsteilen Kienberg und Vorwerk.
Nach der Wende wurde das Gewerbegebiet gebaut. Am 27. September 1998 wurde Rotberg eingegliedert. 2003 wurde Waltersdorf als Ortsteil von Schönefeld eingemeindet. Bis 2008 wurde das Autobahndreieck Waltersdorf sowie die A 113 bis nach Berlin-Neukölln gebaut, seitdem verläuft die Bundesstraße 179 nicht mehr durch den Ort, sondern beginnt erst an der AS Königs Wusterhausen. Seit 1996 wurde der nahegelegene Flughafen Berlin-Schönefeld zum Flughafen Berlin Brandenburg ausgebaut, der 2020 eröffnet wurde.

## Bevölkerungsentwicklung
| Jahr      | 1734 | 1772 | 1801 | 1817                 | 1840                 | 1858                                             | 1895 | 1925                       | 1939 | 1946 | 1964 | 1971 |
| Einwohner | 187  | 217  | 192  | 200 mit Heidemeierei | 252 mit Heidemeierei | Dorf 280 ohne Kienberg, Gut 84 ohne Heidemeierei | 664  | 736 und 280 (AEG Siedlung) | 1156 | 1250 | 1117 | 1070 |

## Wappen
Die Kommune greift mit der Wahl einer heraldisch stilisierten Kirchendarstellung auf ein zentrales Motiv der gemeindlichen Geschichte zurück, in der die Kirche nicht nur religiöser, sondern auch kultureller sowie architektonischer Mittelpunkt der Gemeinde gewesen ist. Die fünf Kornblumenblüten symbolisieren die fünf Siedlungsteile der Gemeinde Waltersdorf. Es sind Hubertus, Kienberg, Siedlung, Vorwerk sowie Waltersdorf-Dorf. Die Kornblume ist als blaublühendes Getreideunkraut bekannt. Die Kornblumenblüten im Wappen deuten auf das häufige Vorkommen des blauen Korbblütlers in der Gemeindeflur. Indirekt verweist das Motiv zusätzlich auf die Landwirtschaft als die historische Haupterwerbsquelle der Waltersdorfer.
Die Gemeindefarben sind Gold(/Gelb)–Schwarz.
Das Wappen wurde vom Kommunalheraldiker Frank Diemar gestaltet.

## Kultur und Sehenswürdigkeiten, Sport
- Die Dorfkirche Waltersdorf ist eine spätromanische Saalkirche aus der Mitte des 13. Jahrhunderts. Im Innern befindet sich unter anderem ein Altarretabel bestehend aus einem Mittelschrein eines geschnitzten Altars, der um 1620 entstand. Er zeigt im Altarblatt die Dreifaltigkeit und wird von zwei Flügeln ergänzt, die um 1640 entstanden. Auf dem linken Flügel sind Simon Petrus, Paulus von Tarsus sowie Jakobus der Ältere dargestellt, rechts Barbara von Nikomedien, Apollonia von Alexandria und Katharina von Alexandrien.
- Südöstlich von Waltersdorf schließt sich das Naturschutzgebiet Flutgrabenaue Waltersdorf an.
- Der RSV Waltersdorf 09 spielt in der Saison 2017/2018 in der Brandenburg-Liga. Zudem sind in Waltersdorf sehr viele Reiterhöfe.

## Verkehr
Waltersdorf liegt direkt an den Bundesautobahnen 113 und 117. Das Autobahndreieck Waltersdorf, in dem auch die gleichnamige Ausfahrt teilweise integriert ist, befindet sich im Ortsgebiet. Die Anschlussstelle der A113 Flughafen Berlin-Brandenburg liegt ebenfalls noch in Waltersdorf, führt aber über die Schönefelder Allee direkt nach Schönefeld.
Durch Waltersdorf führen mehrere Buslinien, die unter anderem eine schnelle Anbindung des Flughafens Berlin-Brandenburg (Terminals 1 und 2) sowie des Terminals 5 ermöglichen. Berlin ist über die Linie 263 direkt mit Waltersdorf verbunden.
Die nächstgelegenen Bahnstationen sind Bahnhof Schönefeld (bei Berlin) am Berliner Außenring sowie Eichwalde an der Bahnstrecke Berlin Warschauer Straße–Königs Wusterhausen. Beide sind mit Bussen zu erreichen.

## Persönlichkeiten
- Erich Hanisch, Silbermedaillengewinner im Zweier-Faltboot